# Jakob Ahlmann
Jakob Ahlmann Nielsen, född 18 januari 1991 i Aalborg, är en dansk före detta fotbollsspelare. Han är scout i AaB.

## Karriär
Ahlmann började spela fotboll i Brønderslev IF men gick senare AaB. Han spelade därefter som junior för Midtjylland.
I augusti 2009 köpte AaB honom från Midtjylland och han fick sitt första proffskontrakt. Han debuterade i Superligaen mot HB Køge den 16 maj 2010 på Aalborg Stadion. Han förlängde i februari 2012 sitt kontrakt med klubben fram till slutet av juni 2016. Den 31 juli 2015 förlängde han sitt kontrakt över juni 2017. I maj 2018 förlängde Ahlmann sitt kontrakt fram över 2021. I maj 2021 förlängde han sitt kontrakt med tre år.
I maj 2024 meddelade Ahlmann att han avslutade sin spelarkarriär men samtidigt stanna kvar i AaB som scout.

## Privatliv
Han är kusin till Michael Sten Jensen, som också har spelat i AaB. Hans yngre bror, Viktor, har även spelat i AaB.